# Osamu Dazai
Shūji Tsushima (津島修治, Tsushima Shūji) (19 de junho de 1909 – 13 de junho de 1948), mais conhecido pelo pseudônimo Osamu Dazai (太宰 治, Dazai Osamu), foi um autor japonês considerado um dos maiores escritores da literatura japonesa do século XX. Ele é conhecido por seu estilo de escrever tipicamente irônico e pessimista, e por ser um expoente na literatura do estilo Watakushi shosetsu, que se trata de um romance escrito na primeira pessoa do singular, incorporando elementos autobiográficos. Osamu Dazai também ficou conhecido por sua obsessão com o suicídio, traço marcante em seus livros e também em sua vida, visto que ele tentou o suicídio por diversas vezes.
Também conhecido por ser alcoólatra, Dazai suicidou-se junto de sua última mulher, Tomie Yamazaki, afogando-se no canal Tamagawa, em um local que ficava próximo de sua casa. Seus corpos não foram descobertos até o dia 19 de junho, o que coincidiu com o seu aniversário de 39 anos. Sua sepultura está no templo Zenrin-ji, em Mitaka, Tóquio.
Dentre suas obras, a mais popular é o romance autobiográfico chamado Ningen Shikkaku, que pode ser traduzida como "Não humano" ou "Desqualificado para ser humano", lançada em 1948 e traduzida para diversos idiomas em todo o mundo. Foi traduzida por Ricardo Machado e publicada pela editora Estação Liberdade no Brasil em fevereiro de 2015, com o título Declínio de um homem.
Sua última obra escrita em vida se chamaria Guddo bai, mas não foi concluída em decorrência do seu suicídio.

## Vida pregressa

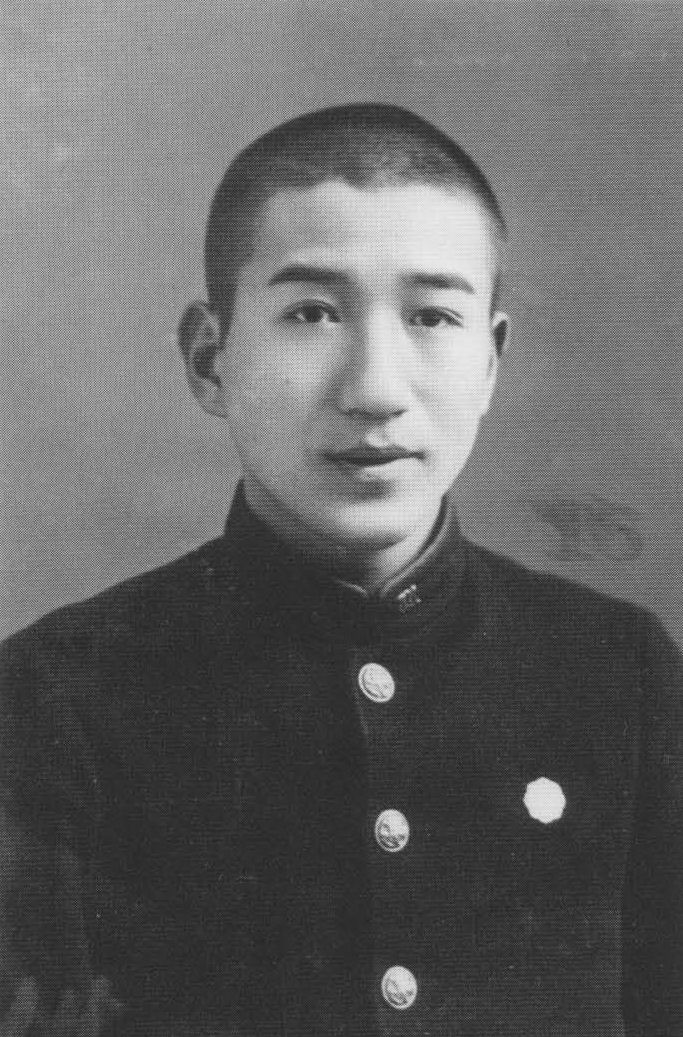
Tsushima em uma foto do anuário do colégio de 1924

Shūji Tsushima era o oitavo filho sobrevivente de um rico proprietário de terras em Kanagi, um canto remoto do Japão na ponta norte de Tōhoku, na prefeitura de Aomori. Na época de seu nascimento, a enorme e recém-concluída mansão Tsushima, onde ele passaria seus primeiros anos, era o lar de cerca de trinta membros da família. A família Tsushima era de origem camponesa obscura, com o bisavô de Dazai acumulando a riqueza da família emprestando dinheiro, e seu filho aumentando ainda mais. Eles rapidamente subiram no poder e, depois de algum tempo, tornaram-se altamente respeitados em toda a região.
O pai de Dazai, Gen'emon, um filho mais novo da família Matsuki, que devido à "sua tradição extremamente 'feudal'" não tinha função para outros filhos além do filho mais velho e herdeiro, foi adotado pela família Tsushima para se casar com a filha mais velha, Tane; ele se envolveu na política devido à sua posição como um dos quatro proprietários de terras mais ricos da prefeitura, e foi oferecido como membro da Câmara dos Pares. Isso fez com que o pai de Dazai estivesse ausente durante grande parte de sua infância, e com sua mãe, Tane, doente, Tsushima foi criado principalmente pelos servos da família e sua tia Kiye.

## Educação e primórdios literários

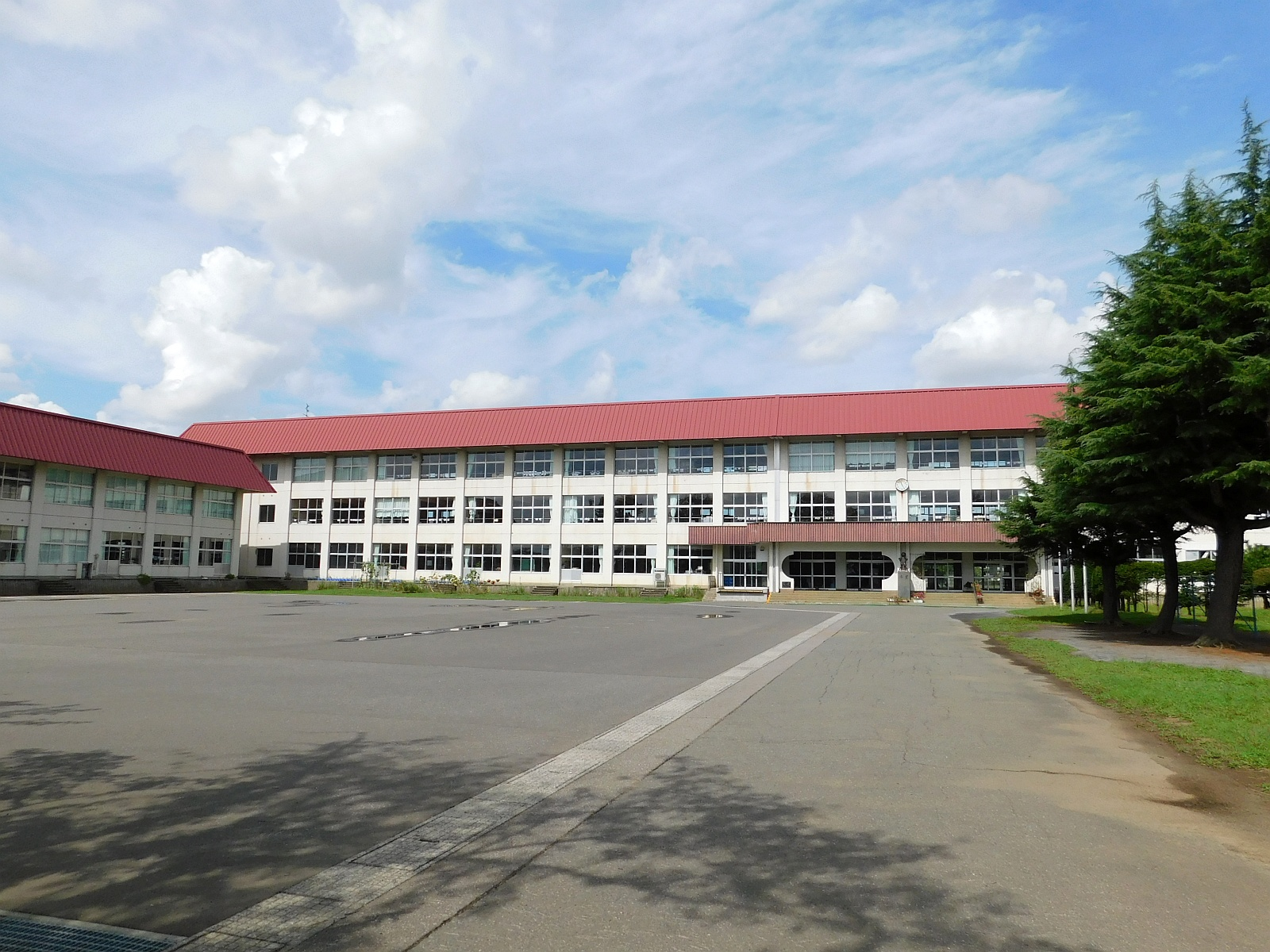
A escola primária de Kanagi

Em 1916, Tsushima começou sua educação na escola primária de Kanagi. Em 4 de março de 1923, o pai de Tsushima, Gen'emon, morreu de câncer de pulmão, e, um mês depois, em abril, Tsushima frequentou o colégio Aomori, em seguida entrando no departamento de literatura da Universidade de Hirosaki, em 1927. Ele desenvolveu um interesse pela cultura Edo e começou a estudar gidayū, uma forma de narração cantada usada nos teatros de marionetes. Por volta de 1928, Tsushima editou uma série de publicações estudantis e contribuiu com alguns de seus próprios trabalhos. Ele até publicou uma revista chamada Saibō Bungei ("Literatura de Célula") com seus amigos e, posteriormente, tornou-se um membro da equipe do jornal da faculdade.
O sucesso de Tsushima na escrita foi interrompido quando seu ídolo, o escritor Ryūnosuke Akutagawa, cometeu suicídio em 1927. Tsushima começou a negligenciar seus estudos e gastou a maior parte de sua mesada em roupas, álcool e prostitutas. Ele também se envolveu com o marxismo, que na época era fortemente reprimido pelo governo. Na noite de 10 de dezembro de 1929, Tsushima cometeu sua primeira tentativa de suicídio, mas sobreviveu e conseguiu se formar no ano seguinte. Em 1930, Tsushima se matriculou no Departamento de Literatura Francesa da Universidade Imperial de Tóquio e imediatamente parou de estudar novamente. Em outubro, ele fugiu com uma gueixa chamada Hatsuyo Oyama (小山初代) e foi formalmente deserdado por sua família.
Nove dias depois de ser expulso da Universidade Imperial de Tóquio, Tsushima tentou suicídio se afogando em uma praia em Kamakura com outra mulher, a anfitriã de bar de 19 anos Shimeko Tanabe (田部シメ子). Shimeko morreu, mas Tsushima sobreviveu, tendo sido resgatado por um barco de pesca. Ele foi acusado como cúmplice na morte dela. Chocada com os acontecimentos, a família de Tsushima interveio para encerrar a investigação policial. Sua mesada foi restabelecida e ele foi liberado de quaisquer acusações. Em dezembro, Tsushima se recuperou em Ikarigaseki e lá se casou com Hatsuyo.
Logo depois, Tsushima foi preso por seu envolvimento com o Partido Comunista Japonês e, ao saber disso, seu irmão mais velho, Bunji, prontamente cortou sua mesada novamente. Tsushima se escondeu, mas Bunji, apesar de seu distanciamento, conseguiu dizer a ele que as acusações seriam retiradas e a mesada restabelecida mais uma vez se ele prometesse solenemente se formar e jurar não ter mais qualquer envolvimento com o partido. Tsushima aceitou a oferta.

## Movimentos de esquerda
Em 1929, quando foi descoberto o desvio de fundos públicos do diretor do colégio de Hirosaki, os alunos, sob a liderança de Ueda Shigehiko (Ishigami Genichiro), líder do Grupo de Estudos de Ciências Sociais, realizaram uma greve aliada de cinco dias, que resultou na demissão do diretor e nenhuma ação disciplinar contra os alunos. Dazai praticamente não participou da greve, mas, imitando a literatura proletária em voga na época, resumiu o ocorrido em um romance e o leu para Ueda. A família Tsushima desconfiava das atividades esquerdistas de Dazai. Em 16 de janeiro do ano seguinte, a Alta Polícia Especial prendeu Ueda e outros nove estudantes do Instituto Hiroko de Estudos Sociais, que trabalhavam como ativistas para o Partido Comunista de Seigen Tanaka.
Como estudante universitário, Dazai conheceu o ativista Eizo Kudo e fez uma contribuição financeira mensal de 10 ienes ao Partido Comunista.
A razão pela qual ele foi expulso da família Tsushima após seu primeiro casamento foi para evitar o acúmulo de atividades ilegais em cima de Bunji, que era político. Após seu casamento, ele foi obrigado a esconder suas simpatias e mudou-se repetidamente. Em julho de 1932, Bunji rastreou Dazai, a quem ele não conseguia contatar, e o fez se entregar na delegacia de polícia de Aomori. Em dezembro, ele assinou e selou um compromisso no gabinete do procurador de Aomori de se retirar completamente das atividades esquerdistas.

## Início da carreira literária

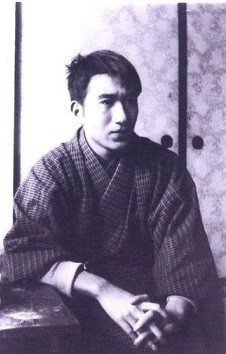
Tsushima em 1928

Tsushima manteve sua promessa e se sossegou. Ele conseguiu obter a ajuda do escritor consagrado Masuji Ibuse, cujas conexões o ajudaram a publicar seus trabalhos e estabelecer sua reputação. Os próximos anos foram produtivos para Tsushima. Ele escreveu em um ritmo febril e usou o pseudônimo Osamu Dazai pela primeira vez em um conto chamado Ressha (列車) em 1933: seu primeiro experimento com o estilo autobiográfico em primeira pessoa que mais tarde tornou-se sua marca registrada.
No entanto, em 1935 começou a ficar claro para Dazai que ele não iria se formar. Ele também não conseguiu um emprego em um jornal de Tóquio. Ele terminou Bannen (晩年), que pretendia ser sua despedida para o mundo, e tentou se enforcar em 19 de março de 1935, falhando mais uma vez. Menos de três semanas depois, Dazai desenvolveu apendicite aguda e foi hospitalizado. No hospital, tornou-se viciado em Pavinal, um analgésico à base de morfina. Depois de lutar contra o vício por um ano, em outubro de 1936 ele foi levado para uma instituição mental, trancado em um quarto e forçado a abandonar a substância abruptamente.
O tratamento durou mais de um mês. Durante este tempo, a esposa de Dazai, Hatsuyo, cometeu adultério com seu melhor amigo Zenshirō Kodate. Isso eventualmente veio à tona e Dazai tentou cometer suicídio duplo com sua esposa. Ambos tomaram pílulas para dormir, mas nenhum deles morreu. Logo após a tentativa fracassada, Dazai se divorciaria dela. Dazai rapidamente se casou novamente, desta vez com uma professora do ensino médio chamada Michiko Ishihara (石原美知子). Sua primeira filha, Sonoko (園子), nasceu em junho de 1941.
Nas décadas de 1930 e 1940, Dazai escreveu vários romances sutis e contos de natureza autobiográfica. Sua primeira história, Gyofukuki (魚服記, 1933), é uma fantasia sombria envolvendo suicídio. Outras histórias escritas durante este período incluem Dōke no hana (道化の花, 1935), Gyakkō (逆行, 1935), Kyōgen no kami (狂言の神, 1936), um romance epistolar chamado Kyokō no Haru (虚構の春, 1936) e os publicados em sua coleção de 1936 Bannen que descrevem seu senso de isolamento pessoal e sua devassidão.

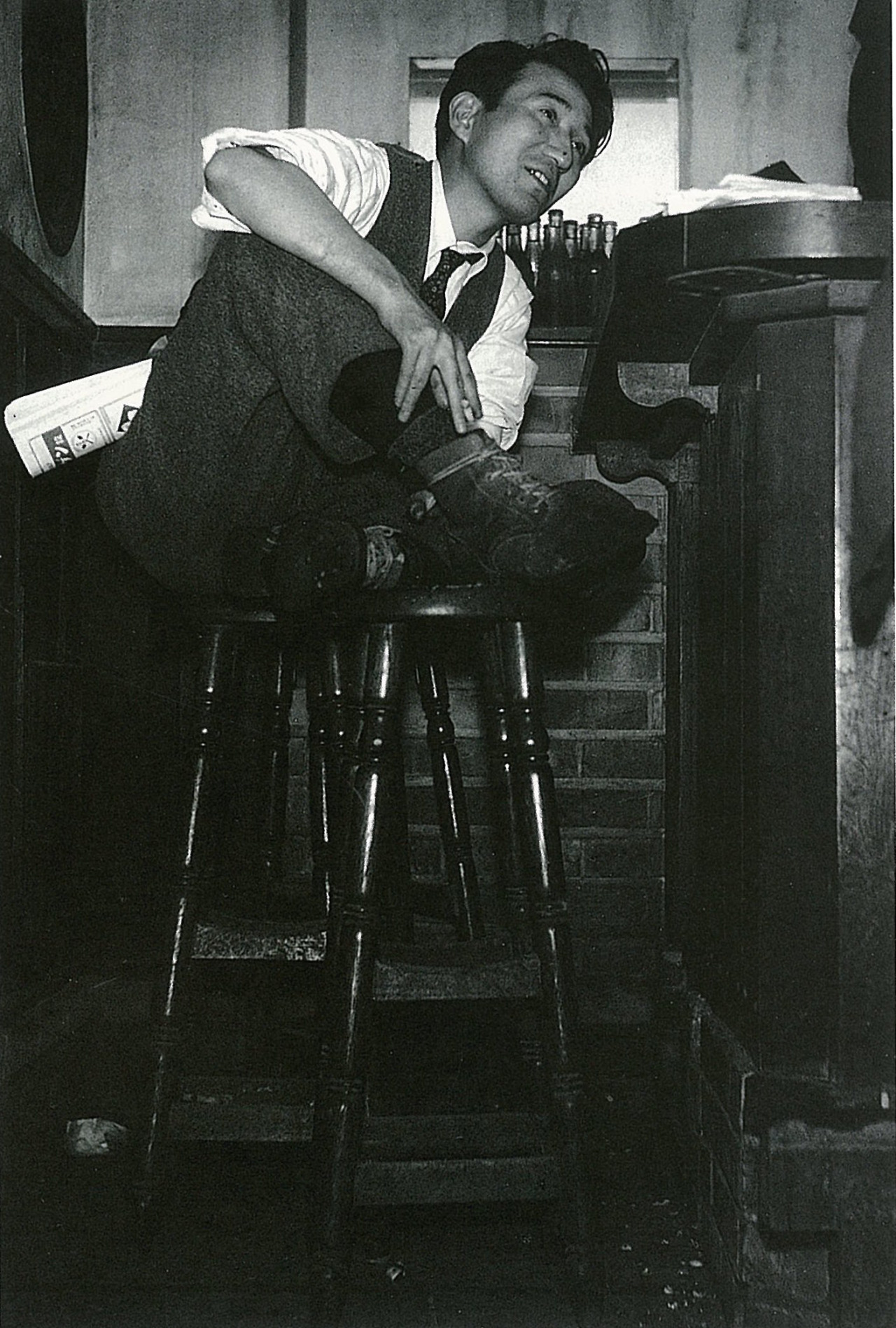
Dazai em 1946

## Anos de guerra
O Japão entrou na Guerra do Pacífico em dezembro, mas Dazai foi dispensado do alistamento por causa de seus problemas crônicos no peito, pois foi diagnosticado com tuberculose. Os censores tornaram-se mais relutantes em aceitar o trabalho excêntrico de Dazai, mas ele conseguiu publicar um pouco, permanecendo um dos poucos autores que conseguiram obter esse tipo de material aceito nesse período. Várias das histórias que Dazai publicou durante a Segunda Guerra Mundial foram recontagens de histórias de Ihara Saikaku (1642–1693). Seus trabalhos durante a guerra incluíram Udaijin Sanetomo (右大臣実朝, 1943), Tsugaru (津軽, 1944), Pandora no hako (パンドラの匣, 1945–1946) e Otogizōshi (お伽草紙, 1945), no qual ele recontou uma série de histórias japonesas antigas de contos de fadas com "vivência e sagacidade". 
A casa de Dazai foi incendiada duas vezes no bombardeio americano de Tóquio, mas a família de Dazai escapou ilesa, com um filho, Masaki (正樹), nascido em 1944. Sua filha Satoko (里子), que mais tarde se tornou uma escritora famosa sob o pseudônimo de Yūko Tsushima (津島佑子), nasceu em maio de 1947.

## Carreira pós-guerra
No período imediato do pós-guerra, Dazai atingiu o auge de sua popularidade. Ele retratou uma vida dissoluta em Tóquio no pós-guerra em Viyon no Tsuma (ヴィヨンの妻, 1947), retratando a esposa de um poeta que a abandonou e sua vontade contínua de viver várias dificuldades.
Em 1946, Osamu Dazai lança uma peça literária controversa intitulada Kuno no Nenkan (苦悩の年鑑), um livro de memórias político do próprio Dazai. Ele descreve as consequências imediatas da derrota na Segunda Guerra Mundial e resume como o povo japonês se sentiu após a derrota do país. Dazai reafirma sua lealdade ao imperador japonês da época, o imperador Hirohito e seu filho Akihito. Dazai foi um conhecido comunista ao longo de sua carreira, e também expressa suas crenças através deste livro.
Paralelamente, escreveu Jugonenkan (十五年間), outra peça autobiográfica. Isso, ao lado de Kuko no Nenkan, pode servir como um prelúdio para uma consideração da ficção pós-guerra de Dazai.
Em julho de 1947, o trabalho mais conhecido de Dazai, Shayo (斜陽) retratando o declínio da nobreza japonesa após a guerra, foi publicado, impulsionando o já popular escritor à celebridade. Este trabalho foi baseado no diário de Shizuko Ōta (太田静子), um admirador das obras de Dazai que o conheceu em 1941. Ela lhe deu uma filha, Haruko (治子), em 1947.
Grande bebedor, Dazai tornou-se alcoólatra; ele já havia gerado um filho fora do casamento com uma fã, e sua saúde estava se deteriorando rapidamente. Neste momento Dazai conheceu Tomie Yamazaki (山崎富栄), uma esteticista e viúva de guerra que havia perdido o marido após apenas dez dias de casamento. Dazai efetivamente abandonou sua esposa e filhos e foi morar com Tomie.

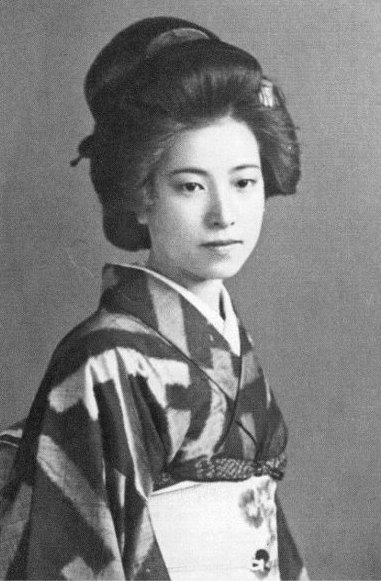
Tomie Yamazaki

Dazai começou a escrever seu romance Ningen Shikkaku (人間失格, 1948, Declínio de um homem em tradução da Estação Liberdade) no resort de águas termais Atami. Ele se mudou para Ōmiya com Tomie e ficou lá até meados de maio, terminando seu romance. O romance, uma quase autobiografia, retrata um homem jovem e autodestrutivo se vendo como não mais humano. O livro é um dos clássicos da literatura japonesa e foi traduzido para várias línguas estrangeiras.
Na primavera de 1948, Dazai trabalhou em uma novela programada para ser publicada no jornal Asahi Shimbun, intitulada Guddo bai (グッド・バイ, a pronúncia japonesa da palavra inglesa Goodbye, ou "Adeus" em português). Nunca foi terminada por conta de sua morte. 

## Morte

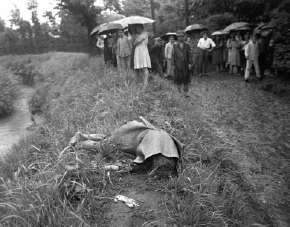
Os corpos de Dazai e Tomie encontrados em 1948

Em 13 de junho de 1948, Dazai e Tomie cometeram duplo suicídio por afogamento no canal Tamagawa, perto de sua casa. Seus corpos só foram descobertos seis dias depois, em 19 de junho, que seria seu aniversário de 39 anos. Seu túmulo está no templo de Zenrin-ji, em Mitaka, Tóquio.
Na época, houve muita especulação sobre o incidente, com teorias de suicídio forçado de Tomie. Keikichi Nakahata, um comerciante de quimonos que frequentava a família Tsushima, viu a cena da entrada de água por um detetive da delegacia de polícia de Mitaka. Ele também especula que "Dazai foi convidado a morrer, e ele simplesmente concordou, mas pouco antes de sua morte, de repente sentiu uma obsessão pela vida".

## Na cultura popular
A obra literária de Dazai, Declínio de um homem, recebeu várias adaptações: um romance gráfico escrito pelo artista de mangá de terror Junji Ito, um filme dirigido por Genjiro Arato, os quatro primeiros episódios da série de anime Aoi Bungaku e uma variedade de mangás, um dos que foi serializado na revista Comic Bunch da Shinchosha. É também o nome de uma habilidade no anime Bungo Stray Dogs e Bungo and Alchemist, usada por um personagem com o nome do próprio Dazai.
O livro também é a obra central em um dos volumes da série de light novels japonesa Bungaku Shōjo, embora outras obras suas também sejam mencionadas. Os trabalhos de Dazai também são discutidos no mangá e anime Bungaku Shōjo. Dazai é frequentemente citado pelo protagonista Kotaro Azumi, na série de anime Tsuki ga Kirei, bem como pelo personagem Ken Kaneki em Tokyo Ghoul.

## Citação
| “                                                           | Há dois anos fui expulso da minha família, e reduzido à pobreza da noite para o dia. Comecei a vagar pelas ruas, mendigando moedas, tentando permanecer vivo um dia de cada vez. E num desses dias, justo quando eu estava começando a pensar que eu ia conseguir me sustentar apenas com as coisas que eu estava escrevendo, eu fiquei gravemente doente. Mas graças à compaixão de algumas pessoas, eu consegui alugar uma pequena casa em Funabashi, Chiba, próximo ao mar, e passei ali o verão inteiro sozinho, convalescendo. Apesar de lutar contra uma doença que deixava a minha roupa encharcada de suor durante todas as noites, eu não tinha outra escolha a não ser avançar com o meu trabalho. O meio litro de leite frio que eu bebia todas as manhãs era a única coisa que me dava um peculiar senso de alegria na vida; mas a minha angústia mental e a exaustão eram tão grandes, que as flores de oleandro que floresciam em um canto do jardim pareciam línguas de fogo... | ” |
| — A paisagem do mar com imagens em ouro (1939), Osamu Dazai | |   |